# Бангвеулу
Бангвеу́лу (устар. Бангвеоло, Бангуоло, Бембазе,  Бемба; англ. Lake Bangweulu) — крупное мелководное озеро в Замбии, точнее, водная система, объединяющая озеро Бангвеулу, болота Бангвеулу и плато или пойму Бангвеулу.

## Описание
Озеро Бангвеулу лежит на высоте 1148 метров над уровнем моря, относится к бассейну реки Конго.
Площадь озера в зависимости от сезона меняется от 4000 до 15000 км². Бангвеулу имеет 72 км в длину и до 38 км в ширину. Берега сильно заболочены. Средняя глубина озера 4 м, наибольшая всего 5 м. Объём — 5 км³.
Система Бангвеулу питается за счёт большого количества рек, крупнейшие — Чамбеши, Лвена, Мвампанда. Из озера вытекает река Луапула, впадающая в озеро Мверу.
На юго-западном берегу озера стоит город Самфья.

## История
Первым из европейцев озеро открыл Давид Ливингстон в 1868 году

## Галерея

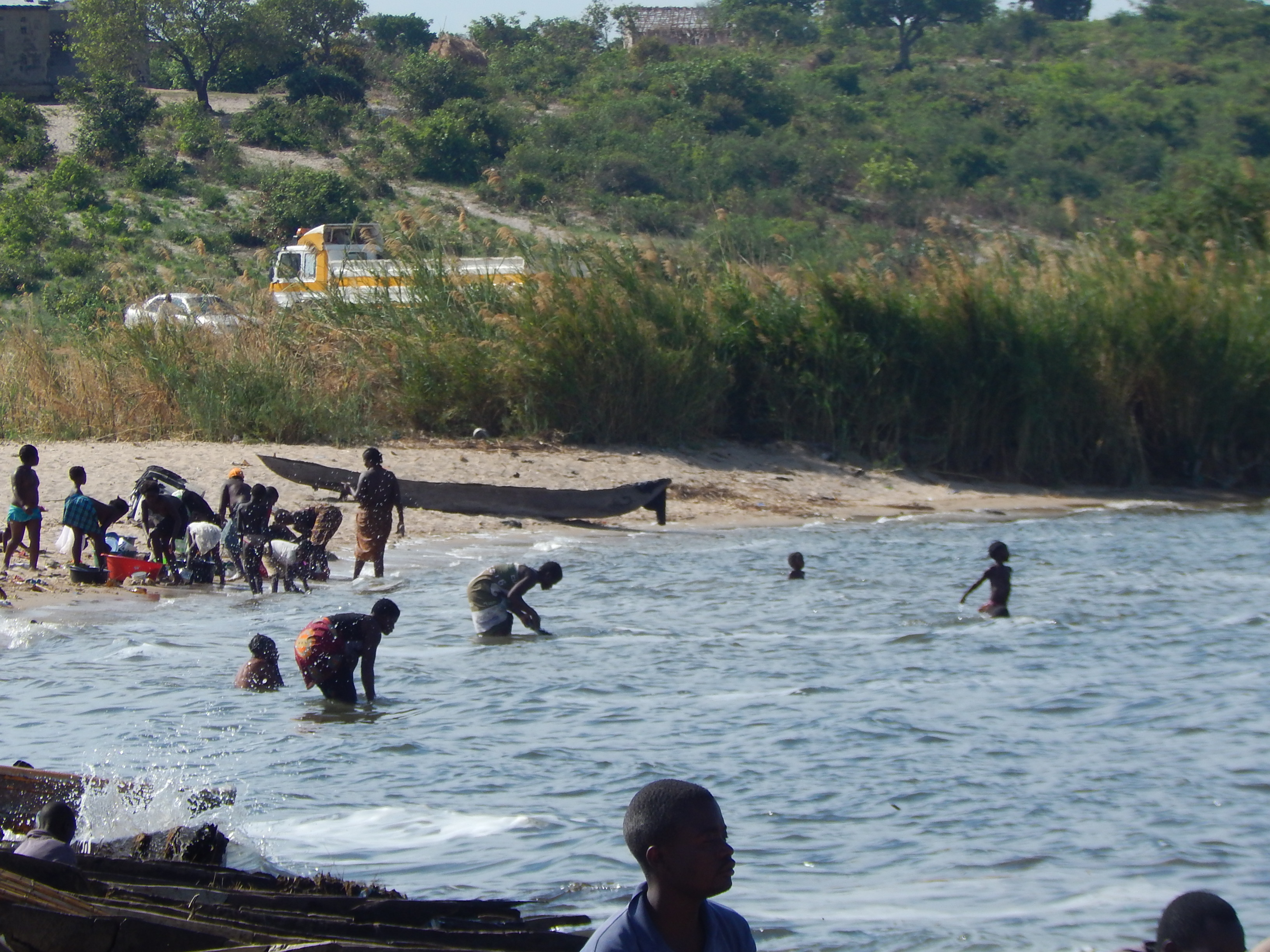
Местные жители на берегу озера Бангвеулу
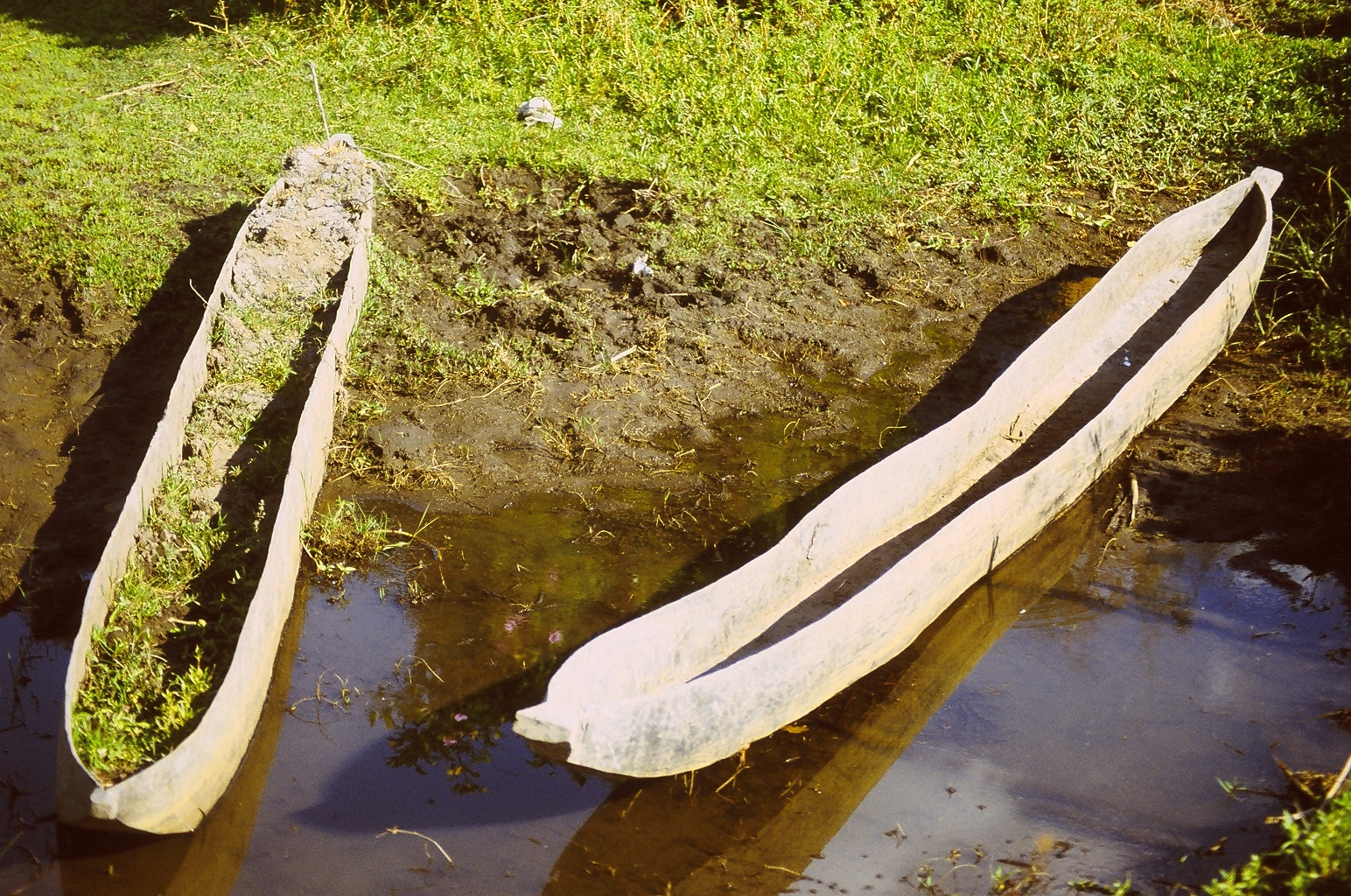
Такие каноэ здесь используются местными жителями в сезон дождей.

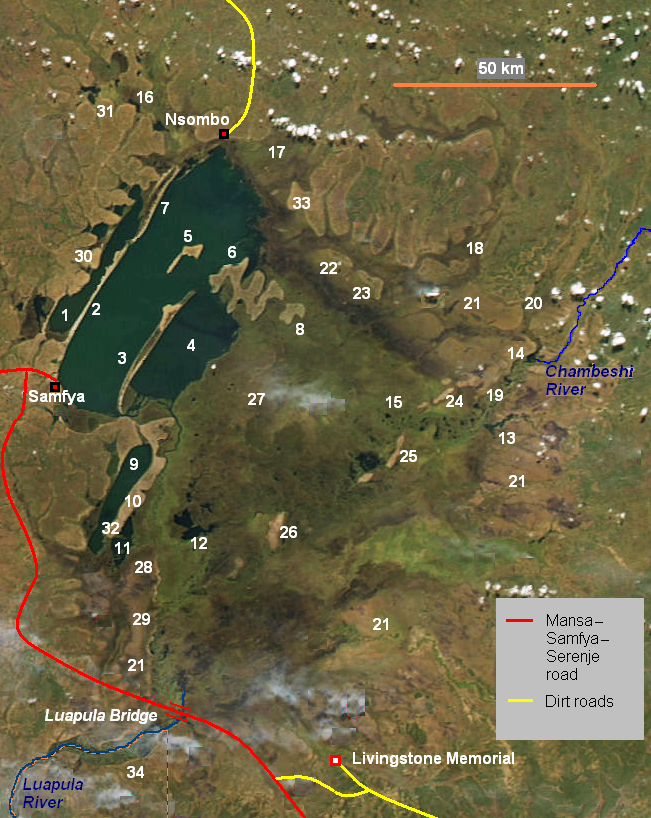
Спутниковый снимок озера Бангвеулу и его окрестностей: 1 озеро — Чуфунабули, 2 — полуостров Лифунге, 3 — остров Мбабала, 4 — озеро Валлилупе, 5 — остров Чиши, 9 — озеро Канполомбо, 11 — озеро Кангвена, 12 — озеро Чали